# Papenbourg
Papenbourg (prononcé en français : [papɛ̃buʁ], en allemand : Papenburg, prononcé : [ˈpaːpm̩bʊʁk]) est une ville du Nord de l'Allemagne dans le Land de Basse-Saxe, sur le fleuve Ems, dont la population s'élève à 37 000 habitants environ. La ville abrite le chantier naval de Meyer Werft, spécialisé dans les paquebots.

## Histoire
| Appartenances historiques Principauté épiscopale de Münster 1250-1803 Duché d'Arenberg-Meppen 1803-1810 Empire français (Ems-Supérieur) 1811-1814 Royaume de Hanovre 1814-1866 Royaume de Prusse (Province de Hanovre) 1866-1918 République de Weimar 1918-1933 Reich allemand 1933-1945 Allemagne occupée 1945-1949 Allemagne 1949-présent |

La tradition de construction navale de Papenburg remonte à l’époque où l’industrie d’extraction de la tourbe était florissante dans la région[réf. nécessaire]. Il y avait autrefois de nombreux chantiers, qui ont presque tous disparu lorsque le métal a pris le dessus sur le bois pour la fabrication de bateaux[réf. nécessaire]. La Meyer Werft, qui s’était adaptée, a survécu.
Sur les nombreux canaux à l’air libre que l’on peut voir en centre-ville, des bateaux de transport de tourbe ont été amarrés dans un but touristique et pédagogique. Certains sont d’époque, d’autres sont des projets d’apprentis de la Meyer Werft.
Papenburg est également la ville où étaient administrés les premiers camps de concentration de l’Allemagne nazie (camps de concentration du Pays de l'Ems). Un centre d’information et de documentation (DIZ) y est consacré (voir Börgermoor).

## Galerie

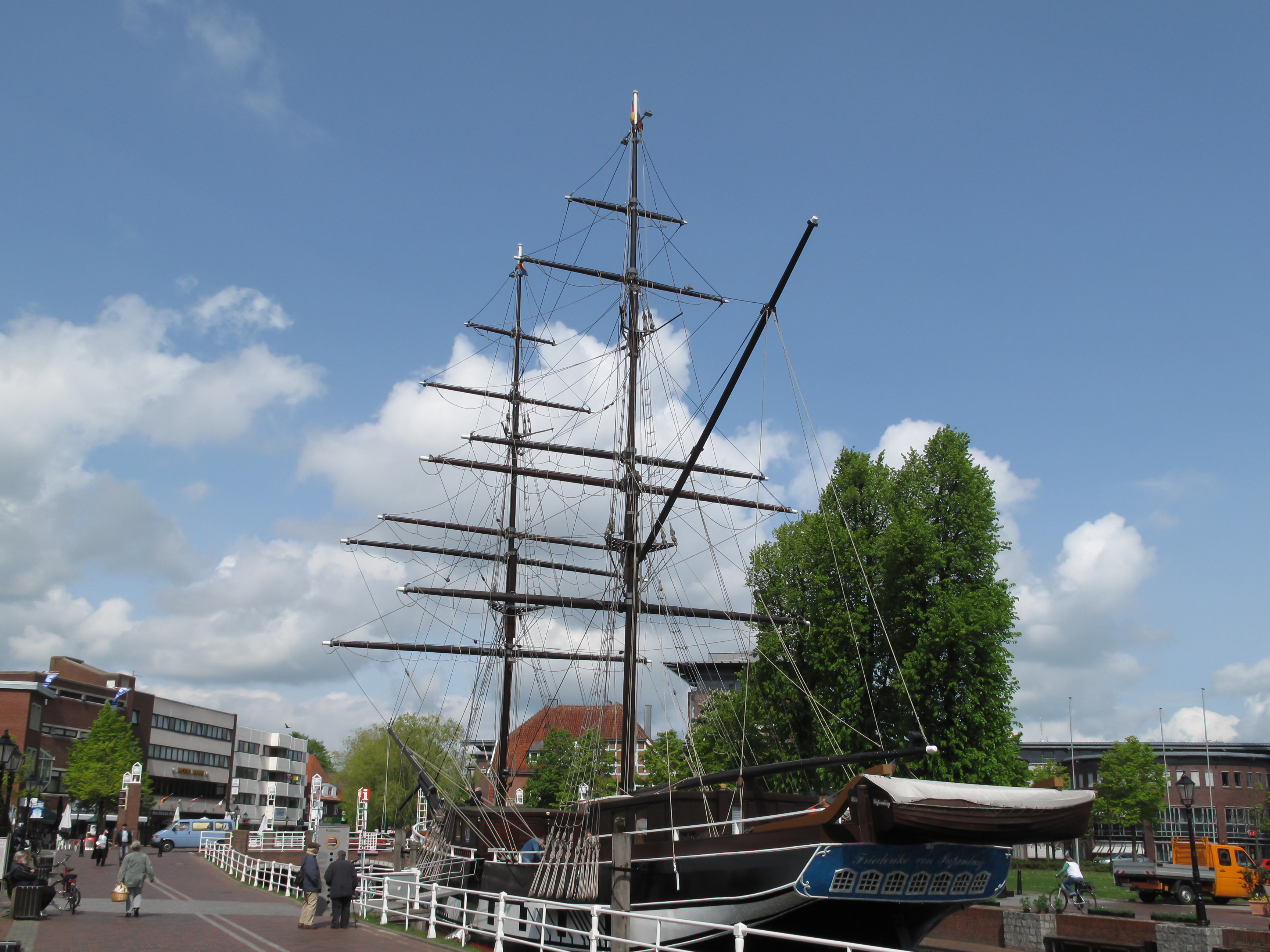
Papenburg, bateau : die Friederike von Papenburg
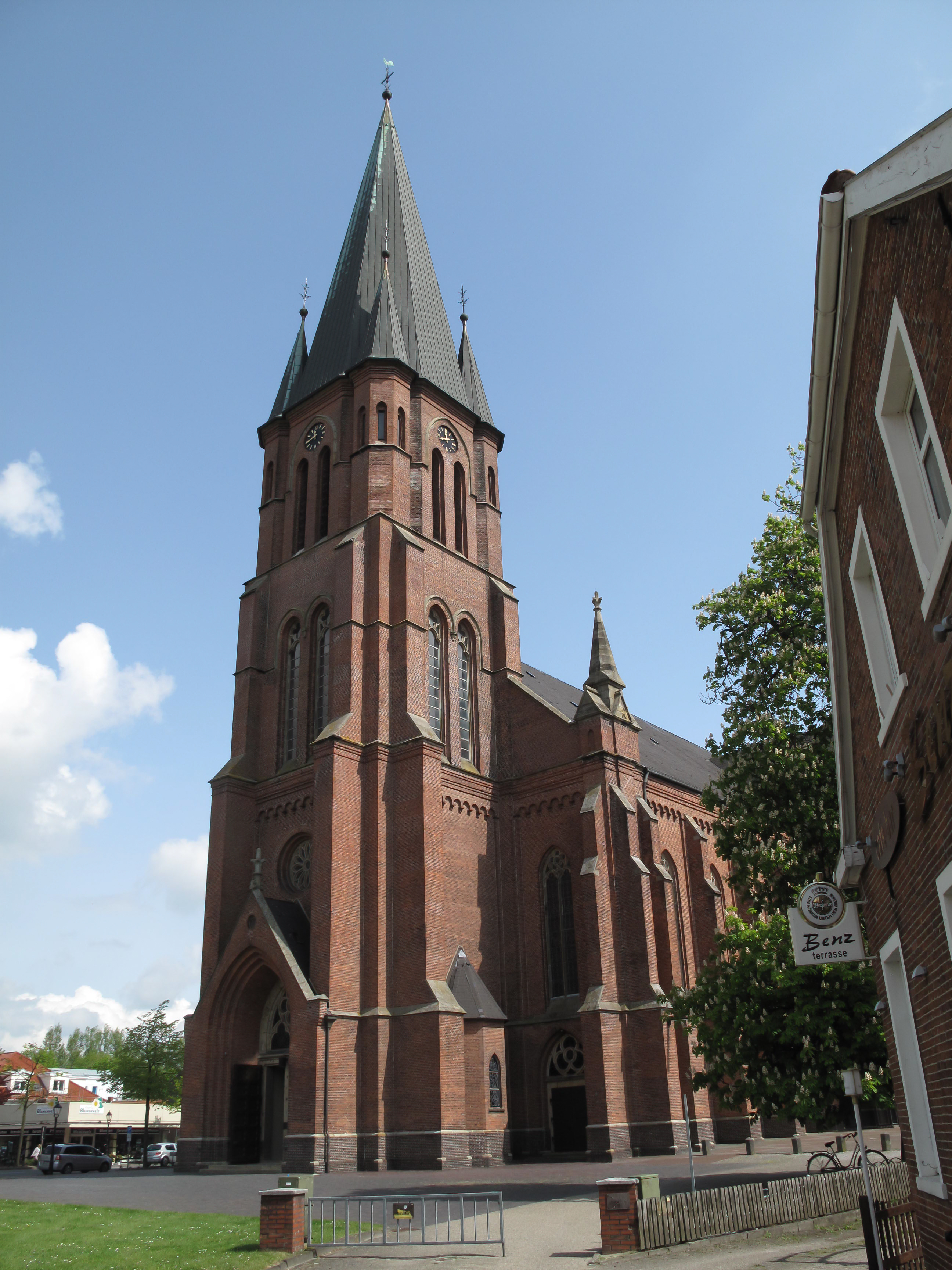
Papenburg, église : Pfarrkirche Sankt Antonius
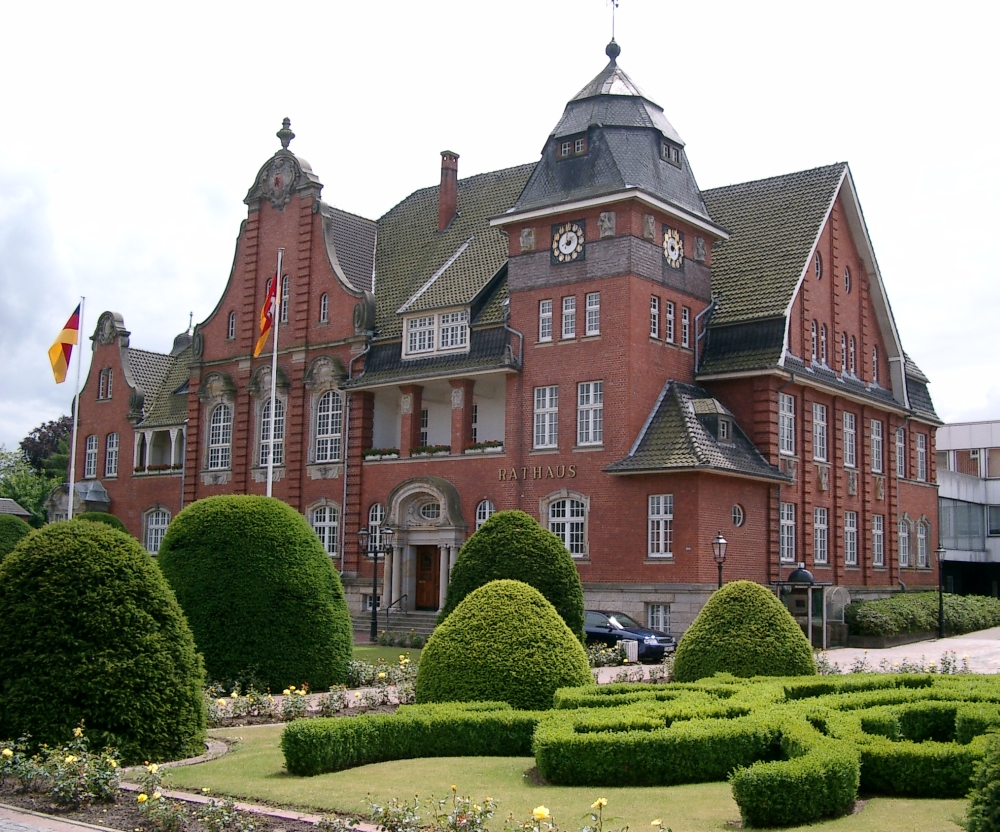
Mairie

## Jumelage
- Rochefort (France) depuis 1988
- Pogranitchny (Russie) depuis 1995